# Scarborough FC
Scarborough Football Club var en engelsk fotbollsklubb från Scarborough som grundades 1879 och gick i konkurs 2007. Hemmamatcherna spelades på McCain Stadium som tar 6 400 åskådare.
En av Scarboroughs största bedrifter var mot Chelsea i ligacupen 1989. Den första matchen på Stamford Bridge slutade 1-1. I returen på McCain Stadium ledde storfavoriten Chelsea med 2-0 när en kvart återstod. Då lyckades Scarborough vända på matchen och vann med 3-2. 
Efter konkursen 2007 bildades Scarborough Athletic FC.

## Meriter
- Football Conference 1987
- FA Trophy 1973, 1976, 1977
- Northern Premier League Cup 1977
- Midland League 1930
- North Eastern League och League Cup 1962-63
- Bob Lord Trophy winners 1983-84
- Vaux North East Floodlit League 1972-73, 1974-75